# Youri Vámos

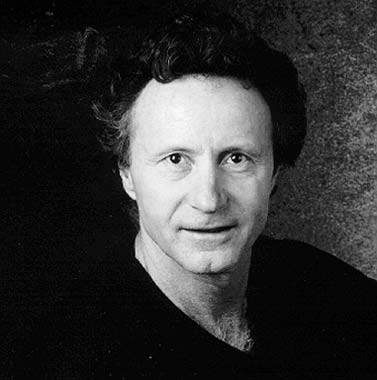
Youri Vámos, 2009

Youri Vámos (ungarisch György Vámos; * 21. November 1946 in Budapest) ist ein ungarischer Tänzer und freischaffender Choreograph, der in Deutschland lebt und arbeitet. Er war zudem an der Bayerischen Staatsoper in München, in Dortmund und an der Deutschen Oper am Rhein Düsseldorf/Duisburg tätig.

## Leben
Vámos absolvierte von 1958 bis 1967 seine Tanzausbildung an der Staatlichen Hochschule für Tanzkunst (ungarisch Magyar Táncművészeti Főiskola, genannt auch Staatliches Ballett-Institut) in Budapest und schloss mit dem Tanzkünstler-Diplom ab. Nach seinem ersten Engagement als Solist (Solotänzer) von 1967 bis 1972 an der Ungarischen Staatsoper (Hauptrollen u. a. in Der Nussknacker, Schwanensee und Spartakus), wo ihn insbesondere der Choreograph Laszló Seregi prägte, wurde er 1972 als Erster Solist an die Bayerische Staatsoper München verpflichtet (Hauptrollen in Balletten von Choreographen wie John Cranko, Maurice Béjart, George Balanchine, Johann Kresnik, Dieter Gackstetter, Glen Tetley, Eric Walter, Hans van Manen, Jiří Kylián, Sir Frederick Aston, Sir Peter Wright und John Neumeier), wo er bis 1984 blieb. 1978 wurde seine erste Choreographie Paganini nach der Musik von S. Rachmaninow an der Bayerischen Staatsoper aufgeführt und fand überregionale Beachtung. Vámos war Ballettdirektor in Dortmund (1985–1988), Bonn (1988–1992), Basel (1991–1996) und an der Deutschen Oper am Rhein Düsseldorf/Duisburg (1996–2008). Seit 2009 ist er freischaffender Choreograph. 

## Persönliches
Youri Vámos ist katholisch, spricht Deutsch, Französisch und Englisch und ist seit 2002 mit seiner choreographischen Mitarbeiterin, der langjährigen Solo-Tänzerin Joyce Cuoco, verheiratet.

## Werk
Es ist Vámos ein Anliegen, abendfüllende Handlungsballette in zeitadäquater Sicht erscheinen zu lassen. Er widmet sich vor allem Neufassungen klassischer Werke, indem er ihnen neue Handlungen unterlegt – so wird „Dornröschen“ zu Anastasia, der letzten Tochter des Romanow-Zaren. Tschaikowskys „Nussknacker“ erzählt Charles Dickens Weihnachts-Geschichte vom geläuterten Geizhals Scrooge. Dieses Ballett wurde bislang mehr als tausend Mal in verschiedenen Kompanien gespielt und ist auch weiterhin Bestandteil ihrer Repertoires. 1993 wurde es von Sony Classical unter der Schirmherrschaft von Sir Peter Ustinow und UNICEF aufgezeichnet.
Das Buch „Tanzgeschichte des 20. Jahrhunderts in einem Band“ (Jochen Schmidt: erschienen 2002 in der arte edition des Henschel-Verlags) betitelte Youri Vámos als den „wohl besten choreografische Geschichtenerzähler der Gegenwart“.

## Ballette seit 1990
(mehr Einzelheiten und ältere Premieren, darunter Coppelia, Das zweite Gesicht und Ariadne, – siehe seine Homepage)
- Premiere: 1990, Tannhäuser (Musik: Richard Wagner, Oper Bonn)
- Premiere: 1990, Die Fledermaus (Musik: Johann Strauß, Oper Bonn)
- Premiere: 1990, Fausts Verdammnis (Musik: Hector Berlioz, Oper Bonn)
- Premiere: 1991, Vathek (Musik: Dmitri Schostakowitsch, Premiere: 1991, Theater Basel)
- Premiere: 1992, Dornröschen – die letzte Zarentochter (Musik: Pjotr Tschaikowski, Theater Basel)
- Premiere: 1993, Studien (Musik: Alfons Grieder, Theater Basel)
- Premiere: 1993, Per Due (Musik: Keith Jarrett, Theater Basel)
- Premiere: 1994, Der holzgeschnitzte Prinz / Der wunderbare Mandarin (Musik: Béla Bartók, Theater Basel)
- Premiere: 1995, Ein Sommernachtstraum (Musik: Felix Mendelssohn Bartholdy, Theater Basel)
- Premiere: 1996, Shannon Rose – eine Liebe in Irland (Musik: Jean Sibelius, Bayerische Staatsoper München)
- Premiere: 1997, Josephs Legende (Musik: Richard Strauss, Oper Bonn)
- Premiere: 1997, Samson und Dalila (Musik: Camille Saint-Saëns, Oper Bonn)
- Premiere: 1999, Romeo und Julia (Musik: Sergej Prokofjew, Deutsche Oper Berlin)
- Premiere: 1999, Quasi una Fantasia (Musik: Henryk Górecki, Deutsche Oper am Rhein Duisburg)
- Premiere: 2000, Der Fall Othello (Musik: Leoš Janáček, Deutsche Oper am Rhein Duisburg)
- Premiere: 2001, Cinderella (Musik: Sergej Prokofjew, Deutsche Oper am Rhein Duisburg)
- Premiere: 2002, Le sacre du printemps (Musik: Igor Strawinsky, Deutsche Oper am Rhein Duisburg)
- Premiere: 2002, West Side Story (Musik: Leonard Bernstein, Deutsche Oper am Rhein Duisburg)
- Premiere: 2005, Erda (Musik: Pēteris Vasks, Deutsche Oper am Rhein Duisburg)
- Premiere: 2006, Tschaikowsky Ballett-Gala (Musik: Pjotr Tschaikowski, Deutsche Oper am Rhein Duisburg)
- Premiere: 2007, Giselle (Musik: Adolphe Adam, Deutsche Oper am Rhein Duisburg)
- Premiere: 2008, La Fermosa – die Jüdin von Toledo (Musik: Irmin Schmidt & Hans Pfitzner, Deutsche Oper am Rhein Duisburg)

## Produktionen seit 2009
- Romeo und Julia für das Ballett in Perth/Australien
- Sommernachtstraum und Nussknacker für das Badische Staatstheater Karlsruhe
- Coppélia am Montmartre für das Nationaltheater in Brno
- Carmina Burana für das Theater Festival Split, das National Ballett Moravia sowie in Tirana
- Lucidor für das Mainfranken Theater Würzburg und das Nationaltheater in Brno
- Sommernachtstraum für das Opernhaus Riga, das Mainfranken Theater Würzburg, das ungarische Nationaltheater Győr sowie in der slowakischen Hauptstadt Bratislava
- Dornröschen für das Opernhaus Prag und das Badische Staatstheater Karlsruhe
- Othello für das Nationaltheater in Prag

## Auszeichnungen
- 1981 wurde er in München zum Künstler des Jahres gewählt
- 1993 erhielt Vámos den Stern des Jahres der Abendzeitung (AZ)
- 2001 wurde er zum Ehrenprofessor an der Hochschule für Tanzkunst Budapest ernannt
- 2007 wurde er mit dem Verdienstorden des Landes Nordrhein-Westfalen ausgezeichnet
- 2016 erhielt er das Ritterkreuz des Ungarischen Verdienstordens[4]